# Awaous ocellaris
Awaous ocellaris  es una especie de peces de la familia de los Gobiidae en el orden de los Perciformes.

## Morfología
Los machos pueden llegar a alcanzar los 13 cm de longitud total.

## Distribución geográfica
Se encuentra desde la India hasta las Filipinas y Japón. También está presente en el mar de la China Meridional, Fiyi, la Polinesia Francesa, Nueva Caledonia y Vanuatu.